# Campilobacterals
Els campilobacterals (Campylobacterales) són un ordre de proteobacteris. Formen la subdivisió èpsilon, juntament amb la petita família de les nautiliàcies.